# Luis Bossano
Luis Bossano Paredes (Quito, 19 de abril de 1905 - Ibídem, 5 de noviembre de 1997) fue un sociólogo y diplomático ecuatoriano. Su obra se enmarca dentro de la corriente positivista de la sociología y sería contemporáneo del importante sociólogo Ángel Modesto Paredes, con quien colaboraría ocasionalmente. Su obra más importante es Problemas de la Sociología, publicado en 1941 donde desarrolla el proceso de la constitución de esta disciplina durante su desarrollo histórico, así como la metodología a seguir para las investigaciones sociales. También dedicó escritos al derecho internacional que complementarían su labor como diplomático y su participación en la crisis internacional entre Ecuador y Perú durante el Protocolo de Río de Janeiro.

## Biografía
Fue el menor de seis hermanos, estudió en el colegio San Gabriel desde 1918 y terminó sus estudios en el Instituto Superior Mejía. Después estudió Jurisprudencia en la universidad donde conocería a Agustín Cueva Sánz, quien empezaría una escuela sociológica dentro de la universidad y tendría mucha influencia en la vida de Bossano.
Además de su carrera intelectual, también fue diplomático, y sus acciones tendrían consecuencias importantes dentro de la historia de derecho territorial en Ecuador. 
El hecho más importante fue el envío de un Cablegrama al Presidente Franklin D. Roosevelt anunciando el deseo de Ecuador de llevar las conversaciones limítrofes a Lima. Lamentablemente no quedó ninguna copia en los archivos de la Cancillería ecuatoriana por lo que después se afirmaría que esto fue realizado en secreto, lo que tendría consecuencias negativas y contribuiría al proceso que terminó con la firma del Protocolo de Río de Janeiro. Bossano tendría que vivir con esto a futuro y a pesar de intentar remediar lo sucedido, fue difícil lograrlo. No correría la misma suerte su vida intelectual, donde destacaría y mucho, ya que es considerado junto a Modesto Paredes y Belisario Quevedo como uno de los más importantes sociólogos de Ecuador de la primera mitad del siglo XX.

## Positivismo y biologicismo
La concepción de la sociología en Bossano está muy marcada por el positivismo que tuvo una influencia fuerte en Ecuador en la primera mitad del siglo XX. El desarrollo de su pensamiento lo realizó en su libro "Los Problemas de la Sociología" publicado en 1941. Aquí hace un análisis integral de la disciplina desde la constitución de la sociología, las distintas teorías, los marcos de la ciencia, el método a seguir, los problemas generales y el estudio de la sociedad. Su biologicismo, que venía por la influencia de Spencer en su pensamiento marcó su obra ya que consideraba que "es necesario reconocer la realidad causal de las fuerzas biológicas y la injerencia de las necesidades orgánicas se proyectan en lo individual y en lo colectivo, marcando ineludiblemente todas las rutas de la vida."

## Obras

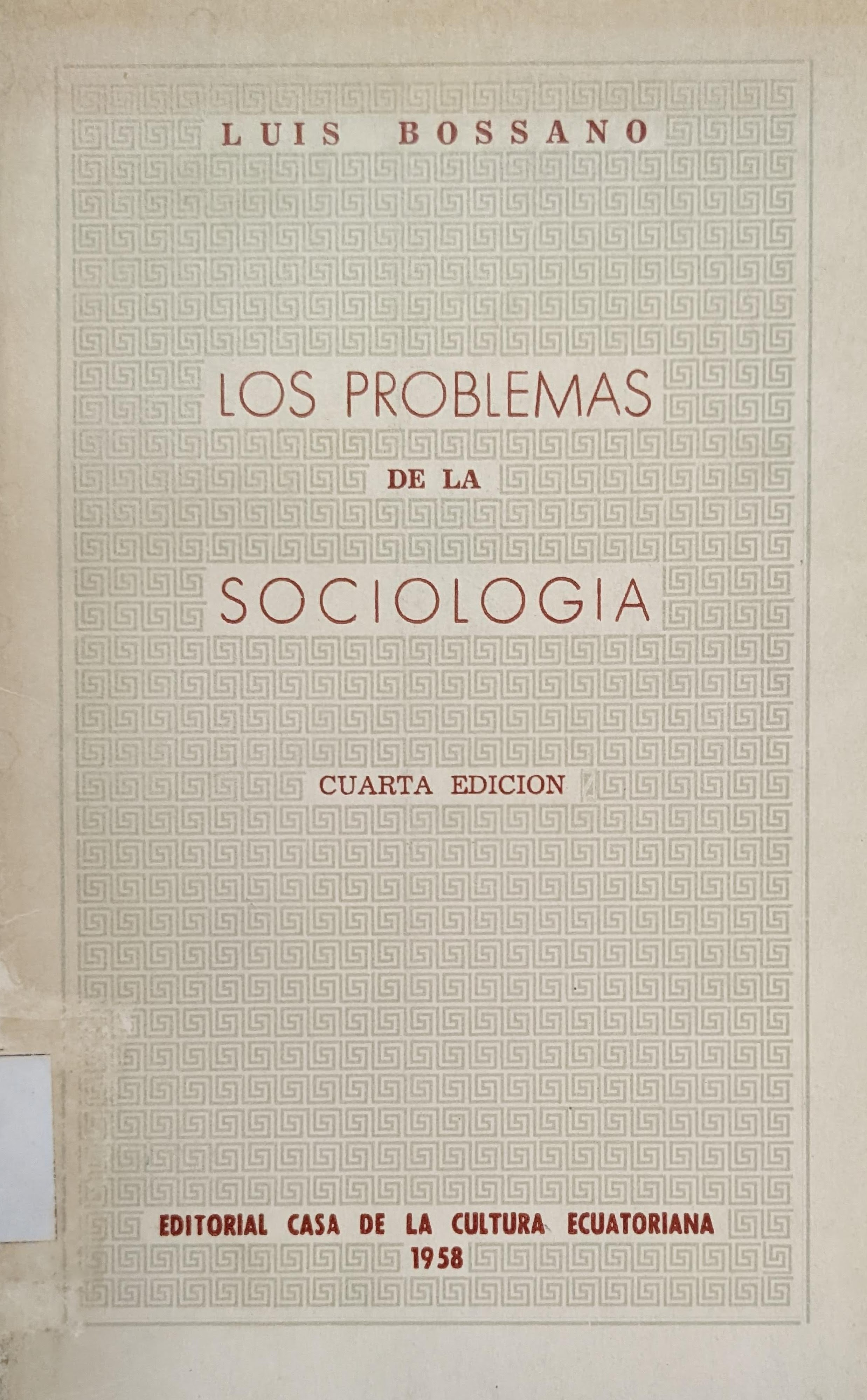
Los Problemas de la Sociología

Sus publicaciones empezarían con un libro sobre el regionalismo, titulado "Apuntes acerca del regionalismo en el Ecuador" que fue un tema tratado por el sociólogo Belisario Quevedo dentro de varios escritos y que era de fundamental importancia durante esos años, después de la revolución liberal. A esto seguiría su obra más importante que trata sobre la metodología y objeto de la sociología titulado "Los problemas de la sociología", Su siguiente gran publicación sería "Problemas contemporáneos" donde desarrollaría cinco ensayos con planes para una Reforma Agraria en Ecuador. A esto seguiría su publicación histórica titulada "Cronología de La fundación española de Quito" en 1972 y un año más tarde "El desarme de las conciencias, una contribución al ideal de paz" que trata sobre la guerra, los Tratados internacionales, negociaciones, limitación de armamento de la población. Por último se publicaría "Disertaciones" con una serie de ensayos seleccionados.

### Libros
- Apuntes acerca del regionalismo en el Ecuador, (1930) 178 pp.
- Los Problemas de la Sociología, (1941) 216 pp.
- Problemas contemporáneos, (1963) 202 pp.
- Cronología de la fundación española de Quito (1972) 264 pp.
- El desarme de las conciencias, una contribución al ideal de paz, (1973) 211 pp.
- Disertaciones, (1979) 209 pp.

### Artículos
- El Problema Indígena y el Cruzamiento (1942) 5 pp.
- Raza e inteligencia (1944) 9 pp.
- La democracia y sus alcances internacionales, (1947) 31 pp.
- Planteamientos del Problema Indígena (1949) 9 pp.
- Una modalidad política de la sociedad de masas, (1961) 37 pp.[7]
- El campesino ecuatoriano (1968) 92 pp.